# Bisetifer
Bisetifer és un gènere d'aranyes araneomorfes de la subfamilia Erigoninae, dins de la família Linyphiidae.
Fins a l'any 2015 es creia que l'únic membre del gènere era Bisetifer cephalotus., però aquest any es va descobrir una segona espècie Bisetifer gruzin
Fou descrit per primera vegada per A. V. Tanasevitch l'any 1987.

## Distribució
Es pot trobar a Rússia, a Azerbaidjan i a Geòrgia.